# Pitjantjatjara
Los pitjantjatjara o pitjantjara son un pueblo aborigen australiano que vive en los desiertos occidentales de Australia Central, entre el noroeste de Australia Meridional y la frontera del Territorio del Norte, al sur del lago Amadeo. Se llaman a sí mismos anangu, que significa probablemente ser humano o persona en idioma pitjantjatjara, de la familia de las lenguas pama-ñunganas.

## Historia
Actualmente hay todavía unos cuatro mil anangus viviendo en pequeñas comunidades en sus tierras tradicionales. Los enfrentamientos con los europeos acabaron en 1921 con la entrega de un territorio de 73.000 kilómetros cuadrados al noroeste de Australia Meridional. Las sequías de la década de 1920 y entre 1956 y 1965 hicieron que muchos pitjantjara se desplazaran hacia el este a lo largo del ferrocarril que une Adelaida y Alice Springs en busca de agua. En el viaje se mezclaron con sus vecinos occidentales, los ngaanyatjarra, y orientales, los yankunytjatjara. 
Las depredaciones de los europeos hicieron que Charles Duguid, fundador de la Aboriginal Advancement League y la comunidad Ernabella, puesta en marcha por la Iglesia presbiteriana en los  montes Musgrave para proteger a los originarios, los tomase bajo su protección.
En 1950, una buena parte de ellos fueron desplazados de su territorio debido a las pruebas nucleares de Maralinga. A pesar de esto, muchos anangus fueron contaminados por la radiación e incluso hubo muertos por esa causa. Después de duras negociaciones con el Gobierno, se aprobó la Pitjantjatjara Land Rights Act el 19 de marzo de 1981, que garantizaba la propiedad de las tierras en un área de 103.000 km² en el extremo noroeste de Australia Meridional. Finalmente, en 1984 se aprobó la Maralinga Tjarutja Land Rights Act por la que se garantiza ese mismo territorio a los ahora llamados maralinga tjarutja. En esa región y bajo la gestión del Maralinga Tjarutja Council, se encuentra el Mamungari Conservation Park, una de las doce Reservas Mundiales de la Biosfera que se encuentran en Australia.

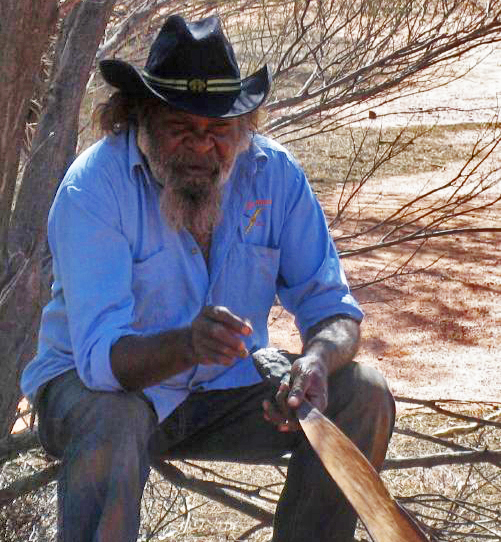
Guardia pitjantjatjara en Uluru.

## Lugares sagrados

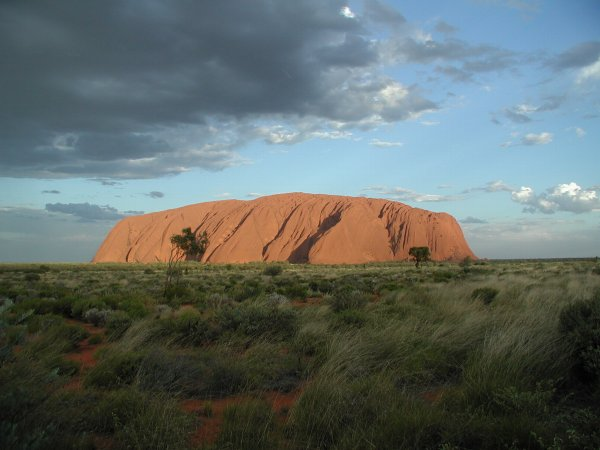
Muchos pitjantjatjara viven en torno a Uluru, que para ellos es lugar sagrado.

Los anangu consideran lugares sagrados para ellos Ayers Rock (Uluru) y los Olgas (Kata Tjuta), pero se encuentran el Territorio del Norte; sin embargo, en 1985 consiguieron que se les permitiera gestionar una parte de los derechos del parque nacional.